# Manuel de Castro Sampaio

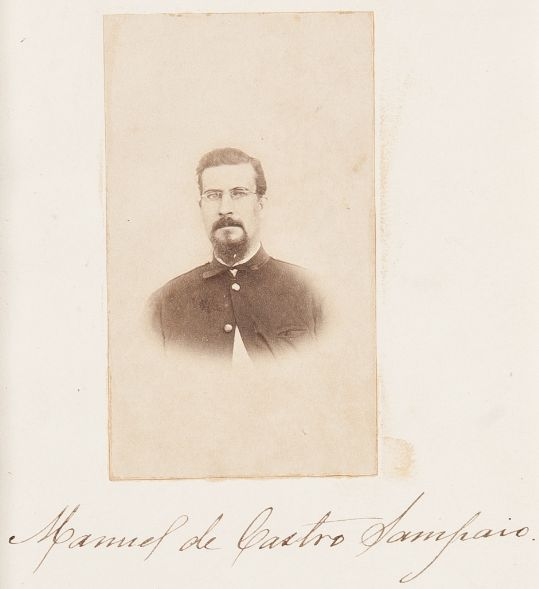
Manuel de Castro Sampaio

Manuel de Castro Sampaio (* 1827 in Porto, Portugal; † 1875 in Lissabon, Portugal) war ein portugiesischer Journalist, Offizier und Kolonialverwalter.
Im portugiesischen Elvas gründete Sampaio die „Voz do Alentejo“.
Als Mitglied des medizinischen Korps der Armee kam Sampaio nach Macau, wo er zum Hauptmann der Garnison aufstieg. Daneben war er Mitherausgeber der Wochenzeitung „Ta-Ssi-Yang-Kuo“. Wissenschaftlich und literarisch interessiert, verfasste er das Buch „Os Chins de Macau“ (Die Chinesen von Macau). Sampaio widmete das Buch der Royal Asiatic Society of London, deren Korrespondent er war. Es ist eine der wichtigsten Quellen zur chinesischen Gesellschaft des  19. Jahrhunderts in der Kolonie. In 13 Kapiteln beschreibt er Wohnhäuser, Essen und Getränke, Kleidung, Feste, Prozessionen, Hochzeiten, Religion, Aberglaube, Medizin, Gesetze und den Handel der Chinesen in der Stadt. Das letzte Kapitel widmet er den chinesischen Auswanderern, vor allem jenen, die nach Havanna gingen.
Von 1871 bis zum 30. August 1873 war Sampaio Gouverneur von Portugiesisch-Timor, das in dieser Zeit Macau unterstellt war.

## Veröffentlichungen
- Pobreza envergonhada (Valencia 1852).
- Ensaios Poeticos (1958)
- Compendio de hygiene popular – tradução livre do texto de D. FranciscoTamires Vaz, (Elvas 1860).
- Victimas de uma paixão (Lissabon 1863).
- Memorias dos festejos realizados em Macau no fausto nascimento de S. A. o sr. D. Carlos Fernando (Macau 1864).
- Compendio de ortographia (Macau 1864).
- Os Chins de Macau (Macau 1867).
- Elegia á prematura morte da Exma. Sra. D. Camilla de Mello, Gedicht im Boletim do Governo de Macau.
- Nenia á infausta e sentida morte do Illmo. Sr. José Bernardo Goularte, Gedicht im Boletim do Governo de Macau.